# Piepenbrock (Unternehmen)

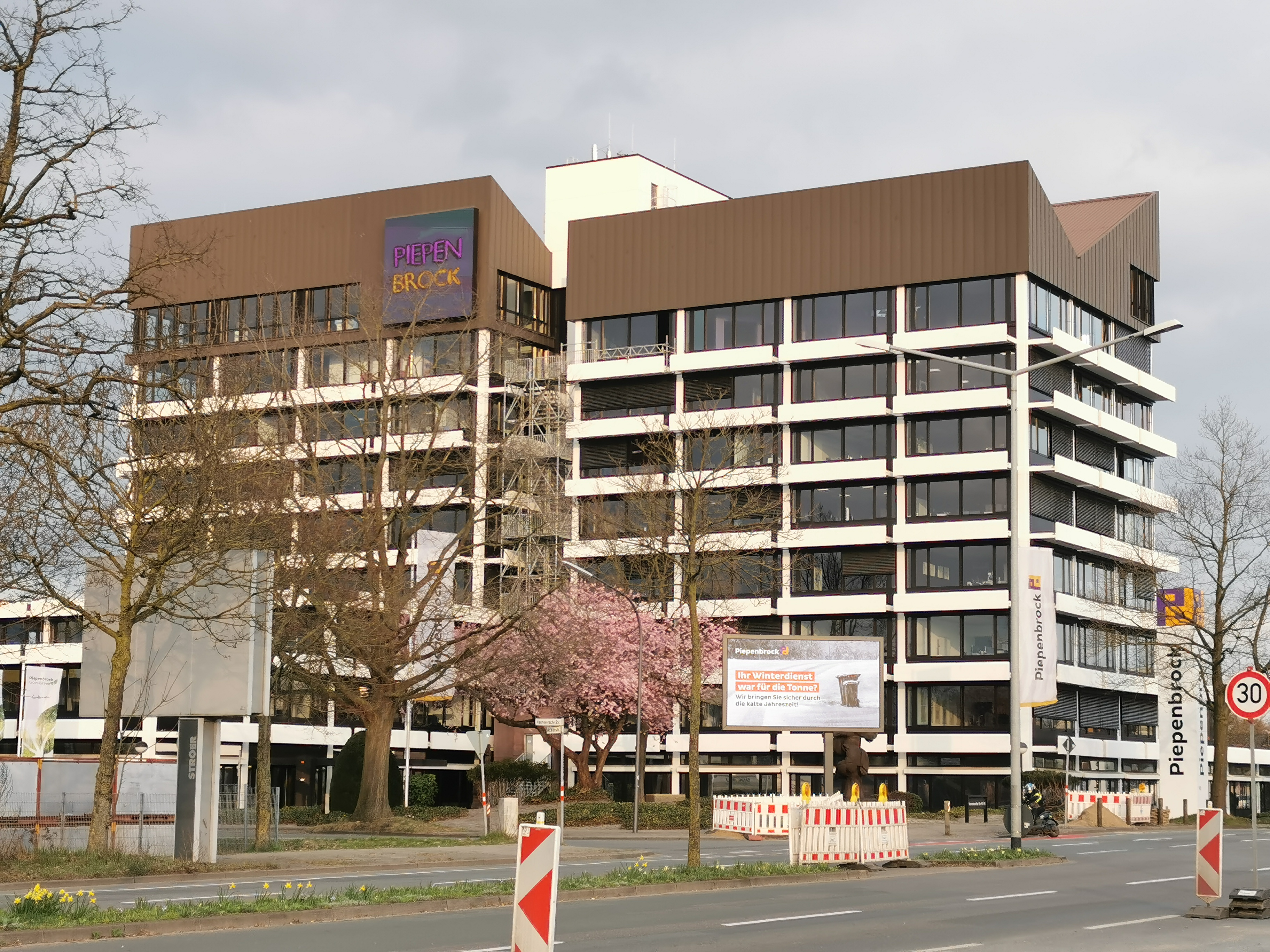
Unternehmenszentrale an der Hannoverschen Straße in Osnabrück

Die Piepenbrock Service GmbH + Co. KG ist eine deutsche Industrie- und Dienstleistungsgruppe mit Sitz in Osnabrück, die in der vierten Generation familiengeführt wird.

## Unternehmensstruktur
Die Piepenbrock Service GmbH + Co. KG ist die Konzernobergesellschaft für eine Unternehmensgruppe, die mit 26 860 Mitarbeitern in 70 Niederlassungen und 800 Standorten tätig ist. Der Konzernumsatz betrug im Jahr 2021 707 Millionen Euro. Die Gesamtverantwortung für den Gebäudedienstleister tragen die geschäftsführenden Gesellschafter Arnulf Piepenbrock, der für die Geschäftsfelder Facilitymanagement und Gebäudereinigung zuständig ist, und Olaf Piepenbrock, der die Industriesparte sowie die Geschäftsbereiche Instandhaltung und Sicherheit verantwortet. An der Unternehmensgruppe hielt im Jahre 2009 Hartwig Piepenbrock – vertreten durch seine Frau Maria-Theresia – 51 Prozent der Gesellschafteranteile, die Kinder halten 49 Prozent. 2009 schied Astrid Hamker als Geschäftsführerin aus.

### Tochterunternehmen
Tochtergesellschaften sind Piepenbrock Dienstleistungen, Loesch Verpackungstechnik, Hastamat und Planol. Die Piepenbrock Pyrotechnik (Hans Hamberger AG) wurde verkauft.